# Al Khabt (huyện)
Huyện Al Khabt là một huyện thuộc tỉnh Al Mahwit, Yemen. Đến thời điểm năm 2003, huyện này có dân số 64033 người